# Bukriejewka (sielsowiet lebiażenski)
Bukriejewka (ros. Букреевка) – wieś (ros. село, trb. sieło) w zachodniej Rosji, w sielsowiecie lebiażenskim rejonu kurskiego w obwodzie kurskim.

## Geografia
Miejscowość położona jest 8 km od centrum administracyjnego sielsowietu (Czeriomuszki), 8 km na południowy wschód od Kurska, 3,5 km od trasy europejskiej E38 (Ukraina – Rosja – Kazachstan).
We wsi znajduje się 155 posesji.
Klimat
Miejscowość, jak i cały rejon, znajduje się w strefie klimatu kontynentalnego z łagodnym ciepłym latem i równomiernie rozłożonymi opadami rocznymi (Dfb w klasyfikacji klimatów Köppena).

## Demografia
W 2010 r. wieś zamieszkiwały 243 osoby.